# Guido Köstermeyer
Guido Köstermeyer (* 30. března 1968 Minden) je německý spisovatel a bývalý reprezentant ve sportovním lezení. V roce 1991 byl třetí na mistrovství světa, mistr Německa a vítěz německého poháru v lezení na obtížnost.

## Výkony a ocenění
- 1991: mistr Německa a vítěz prvního ročníku Německého poháru
- 1991: bronz na prvním ročníku mistrovství světa
- 1992: nominace na prestižní mezinárodní závody Rock Master v italském Arcu
- viceprezident DAV

### Závodní výsledky
| Arco Rock Master | Arco Rock Master |
| Rok              | 1992             |
| ---------------- | ---------------- |
| Obtížnost        | 32-33            |

| Mistrovství světa | Mistrovství světa | Mistrovství světa |
| Rok               | 1991              | 1993              |
| ----------------- | ----------------- | ----------------- |
| Obtížnost         | 3                 | 32-33             |

| Světový pohár | Světový pohár  | Světový pohár | Světový pohár     |
| Rok           | 1991           | 1992          | 1993              |
| ------------- | -------------- | ------------- | ----------------- |
| Obtížnost     | 9              | 8             | 60-62             |
| jednotlivě*   | 4,7,-,20,12,10 | 6,-,22,,25,5  | -,24-26,-,-,33-36 |

* Pozn.: nalevo jsou poslední závody v roce
| Mistrovství Německa | Mistrovství Německa |
| Rok                 | 1991                |
| ------------------- | ------------------- |
| Obtížnost           | 1                   |

| Německý pohár | Německý pohár |
| Rok           | 1991          |
| ------------- | ------------- |
| Obtížnost     | 1             |

### Skalní lezení
- 1987: Magnus der Magier, 10-
- 1989: Spiderman, 10-
- 1994: Back to Nature, 10+
- 1994: Des Mos, 10/10+
- 1995: Shan-gri-la, 11-/11
- 2008: Fristenkontrolle, 10-

## Dílo
- Peak Performance, Tmms, 2011, ISBN 3930650800
- Klettertechnik. Sicher und effektiv klettern, Books on Demand, 2002, ISBN 3880203792